# Nils Johan Tjärnlund
Bror Nils Johan Alexander Tjärnlund (ursprungligen Bror Nils-Johan Tjärnlund), född 2 oktober 1978 i Selångers församling, Sundsvall, är en svensk författare och vetenskapsjournalist med särskilt intresse för näringslivshistoria och kulturhistoria, däribland Medelpads sågverksepok och järnhanteringen i Bergslagen.

## Biografi
Efter gymnasiet studerade Tjärnlund historia, ekonomisk historia, latin och antikens kultur och samhällsliv vid Uppsala universitet med början 1997. Åren 1999–2002 gick han journalistutbildningen vid Mitthögskolan i Sundsvall.
Han har suttit i styrelser för Wilhelm Peterson-Berger-sällskapet, Lars Ahlin-sällskapet, Ludvig Nordström-sällskapet och Karl Östman-sällskapet, och har varit ordförande i Olof Högbergsällskapet.

## Författare

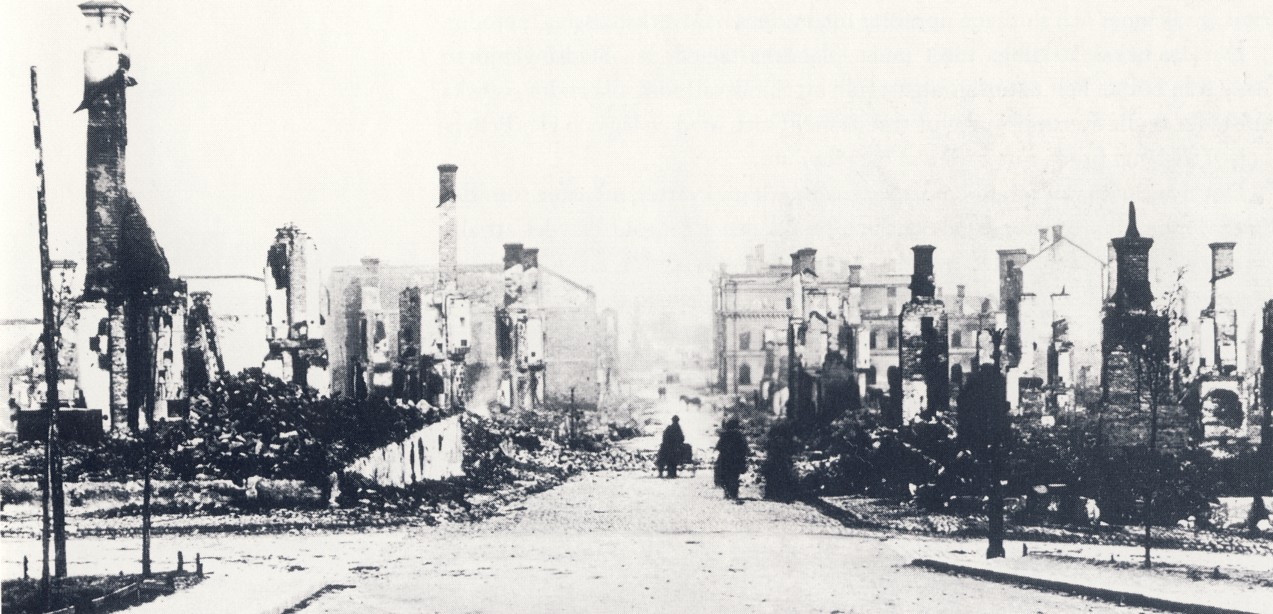
Sundsvall efter stadsbranden 1888.

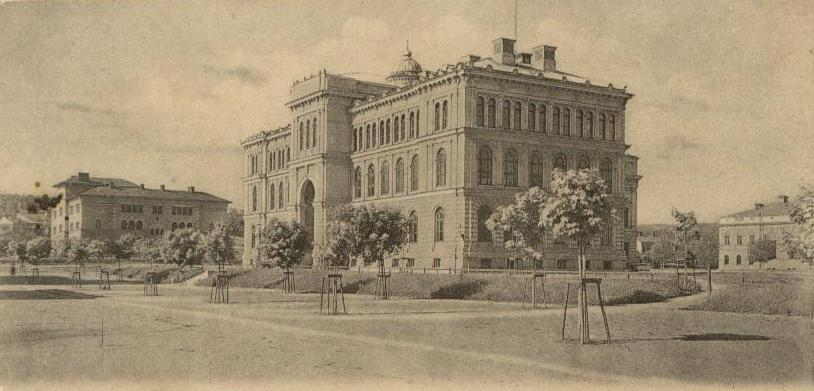
Sundsvalls elementarläroverk är en av de fastigheter vars historia Tjärnlund berättar i sitt författarskap.

Tjärnlund har publicerat sig på olika sätt. De första 100 sidorna i boken Staden som reste sig ur askan: arkitekturguide till Sundsvalls stenstad (2009) är en berättelse om Sundsvalls historia, från medeltidens Selånger till det sena 1800-talets kulturpersonligheter, arkitekter, grosshandlare och sjöfarare. De sista 70 sidorna är en guide till ett 70-tal av stenstadens hus.
Boken Fanns det grevar på Östermalm?: läsarnas egna frågor om Medelpads historia (2011) utgör en sammanställning av Nils Johans svar på vitt skilda läsarfrågor i frågespalten Medelpadsfrågan i Sundsvalls Tidning sedan 2007.
Tjärnlund hjälpte också Jonas Moström med de delar av deckaren Evig eld (2011) som utspelas vid tiden för Sundsvallsbranden.

## Vetenskapsjournalist
Nils Johan Tjärnlund var redaktionsmedlem på Vetenskapsradion i P1 från 2001 till 2007, och frilansmedarbetare på Sundsvalls tidning från 1993, där han initierade spalten Medelpadsfrågan år 2007. Han har även medverkat regelbundet i nyhetsmagasinet Fokus. Han har varit programledare och redaktör för Vetandets värld, Vetenskapsradions veckomagasin och Vetenskapsradion Forum. Han har också medverkat i tidskrifter som Axess och Språktidningen.

## Kulturuppdrag

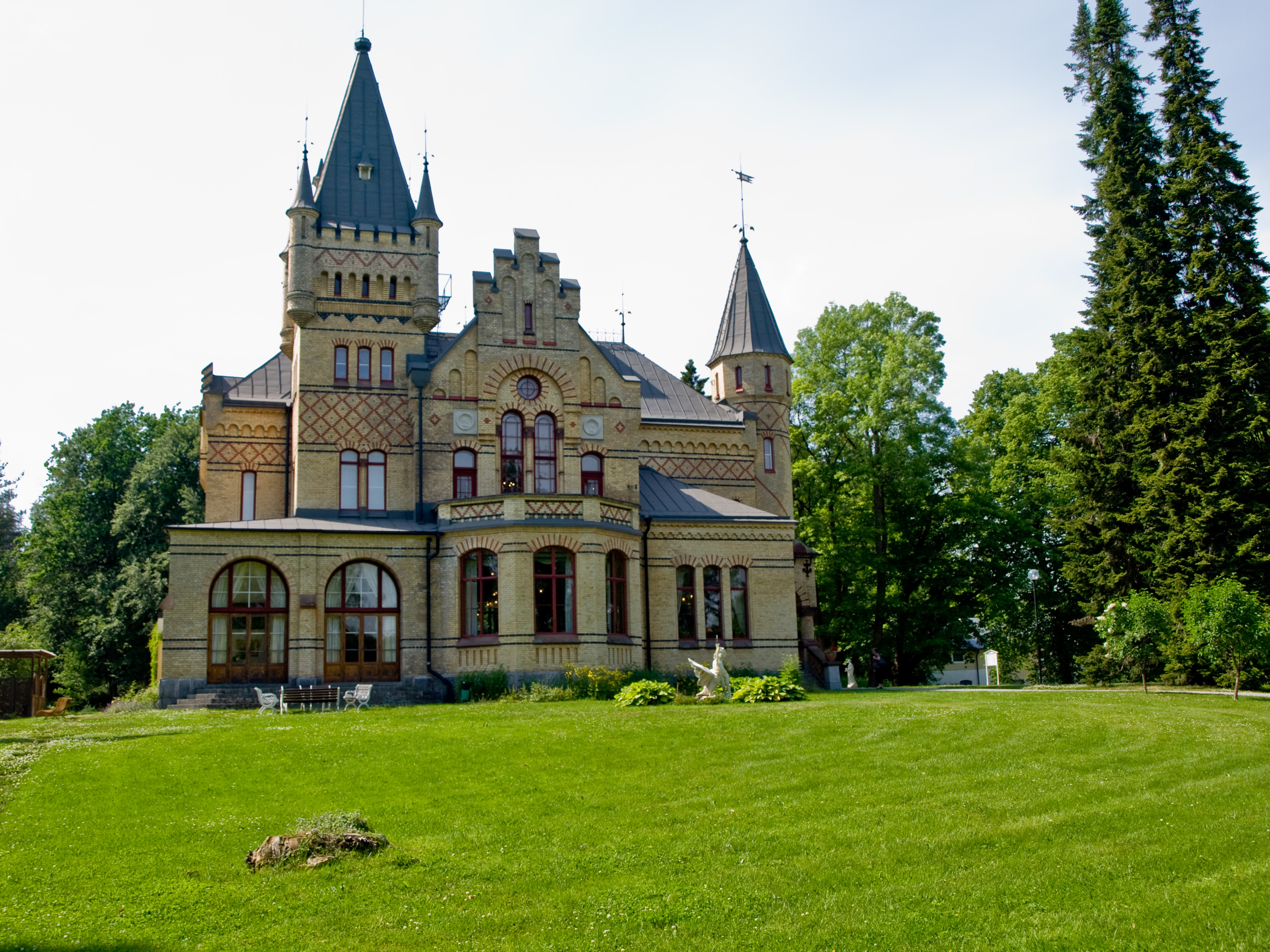
Tjärnlund har lett guidade turer på Merlo slott och författat en skrift i ämnet.

Tjärnlund har som Sundsvallshistoriker medverkat i utformningen av museiverksamhet, turistinformation och en rad utställningar. 
Han ledde under somrarna 1998–2011 guidade turer på Merlo slott i Timrå, där han berättade om träpatronen Fredrik Bünsows sommarresidens och levnadshistoria, och om SCA:s centralarkiv som finns i byggnaden. Bünsow var Sveriges näst rikaste man i slutet av 1800-talet och lade med sitt företag Skönviks AB enligt Tjärnlund en grundsten till skogskoncernen SCA.
Tjärnlund initierade tillsammans med Lars Löfgren en utställning om schlagerkompositören Kai Gullmar, uppvuxen i Sundsvall, vilken visades på Sundsvalls museum 2005 och Musikmuseet i Stockholm 2006.
I utställningen "Där tystnaden talar" (2010) ställde han och Karin Westin, arkiv- och biblioteksansvarig vid Sundsvalls museum, ut bilder av gravstenar från Sundsvalls västra begravningsplats. Texter berättade bland annat om familjen Knausts familjegrav, minnesstenen över omkomna soldater från finska kriget 1808–1809, och en anonym grav prydd med ett hexagram.
Från år 2011 var Tjärnlund en av projektledarna vid uppbyggnaden av Stenstaden Visitor Center i Sundsvalls stadshus. Åren 2018–2021 medverkade Tjärnlund vid uppbyggnaden av utställningar om helgonkult och vikingatiden i Selånger Pilgrimscenter i anslutning till Sankt Olavsleden. I samband med det senare projektet skapades också en podd om Sankt Olavsleden, Pilgrimspodden, i 17 avsnitt.

## Debattör
Som kulturdebattör har Tjärnlund engagerat sig mot beslutet att riva sekelskifteshusen i Petersvik för att ge plats åt Tunadalshamnens utbyggnad. Han har även försökt initiera ett kyrkogårdsupprop mot att gravvården avlägsnas när gravrätten har gått ut, i normalfallet efter bara 25 år, och att gravstenar inte sällan bortschaktas och går förlorade för eftervärlden. Han föreslår att kyrkogårdar ibland ska kunna kulturminnesmärkas, och att lapidarium oftare ska inrättas.